# Juana Rosario Arrendel
Juana Rosario Arrendel (* 26. September 1978 in San Pedro de Macorís) ist eine ehemalige Hochspringerin aus der Dominikanischen Republik.
1996 gewann sie Bronze bei den Iberoamerikanischen Meisterschaften und schied bei den Olympischen Spielen in Atlanta in der Qualifikation aus.
1998 siegte sie bei den Zentralamerika- und Karibikspielen und wurde Achte beim Weltcup in Johannesburg.
Bei den Panamerikanischen Spielen 1999 in Winnipeg belegte sie den ersten Platz, wurde aber wegen Dopings mit Stanozolol disqualifiziert.
Nach Ablauf der gegen sie verhängten Sperre scheiterte sie bei den Weltmeisterschaften 2001 in Edmonton in der Vorrunde. 2002 siegte sie bei den Iberoamerikanischen Meisterschaften und verteidigte ihren Titel bei den Zentralamerika- und Karibikspielen. 2003 siegte sie bei den Panamerikanischen Spielen in Santo Domingo und wurde Achte bei den Weltmeisterschaften in Paris/Saint-Denis.
Bei den Olympischen Spielen 2004 in Athen kam sie nicht über die Qualifikation hinaus.
2005 folgte einer Silbermedaille bei den Zentralamerika- und Karibikmeisterschaften ein Vorrundenaus bei den Weltmeisterschaften in Helsinki. Im Jahr darauf holte sie Silber bei den Iberoamerikanischen Meisterschaften und siegte zum dritten Mal bei den Zentralamerika- und Karibikspielen. 2007 wurde sie Sechste bei den Panamerikanischen Spielen in Rio de Janeiro und schied bei den Weltmeisterschaften in Ōsaka in der ersten Runde aus.
2010 beendete sie ihre sportliche Karriere.

## Persönliche Bestleistungen
- Hochsprung: 1,97 m, 2. Dezember 2002, San Salvador (nationaler Rekord)
  - Halle: 1,88 m, 2. Februar 2003, Stuttgart (nationaler Rekord)